# Esko, Minnesota
Esko är en ort i Carlton County i delstaten Minnesota, USA.